# IsraAid
El Fòrum d'Israel per a l'Ajuda Humanitària Internacional (IsraAid) és una organització no governamental per al desenvolupament (ONG) amb seu a l'Estat d'Israel, que respon a emergències a tot el món amb ajuda específica, això inclou tots els aspectes de l'alleujament de desastres, des de la recerca i el rescat, passant per la reconstrucció de les comunitats i les escoles, fins a la provisió de paquets d'ajuda, l'assistència mèdica, i el micro-finançament per reconstruir les infraestructures i els negocis danyats. IsraAid també ha participat en un nombre creixent de projectes de desenvolupament internacional centrats en l'agricultura, la medicina i la salut mental.

## Propòsit
IsraAid va ser fundada a l'any 2001 amb el propòsit de reunir les organitzacions de ajuda humanitària israelians amb experiència en diferents àmbits, per oferir ajuda humanitària després d'un desastre. L'objectiu declarat de l'organització és millorar i ampliar les activitats internacionals d'assistència humanitària previstes per Israel, a través de la cooperació entre les diferents organitzacions d'ajuda israelianes.

## Estructura i finançament
IsraAid és una organització paraigua formada per equips de recerca i rescat israelians, metges i voluntaris que ofereixen la seva ajuda arreu del món a les persones necessitades, independentment de la seva raça, religió, gènere, orientació sexual, nacionalitat o discapacitat. El president de l'organització es diu Shachar Zahavi, i aquesta inclou a més de 35 organitzacions d'ajuda humanitària, moviments juvenils sionistes, moviments de solidaritat, i societats d'amistat amb Israel. IsraAid es finança mitjançant donacions privades de donants individuals, normalment de ciutadans estatunidencs israelians, i també rep donatius d'organitzacions amigues com la lògia maçònica B'nai B'rith.

## Projectes per país i any

### Àfrica

#### Kenya
2007: Els voluntaris israelians van anar a un camp de refugiats situat a la frontera de Kenya, per ajudar els refugiats musulmans somalis. L'ONG Jerusalem AIDS project, és una organització israeliana, que està sota el paraigua d'IsraAid, i que promou l'educació i la prevenció del virus de la immunodeficiència humana, causant de la SIDA. El projecte Jerusalem AIDS distribueix roba per a nens i nadons. L'organització es va posar en contacte amb IsraAid per comprar equip mèdic bàsic.

#### Sudan del Sud
2012: L'organització va ajudar el govern de Sudan del Sud a establir la seva Ministeri de Desenvolupament Social per oferir serveis socials a la població sudanesa del sud després de dècades de guerra i dificultats.

### Amèrica

#### Estats Units
2005: A l'agost l'Huracà Katrina va tocar terra ferma dues vegades als Estats Units, primer a Florida i després a Louisiana i Mississipi, causant una destrucció generalitzada. A Luisana, en particular, les marees de tempesta de més de 6 metres (20 peus) van sobrepassar els dics destinats a protegir la metròpolis de Nova Orleans, i més del 80% de la ciutat va quedar submergida fins a 6 metres de profunditat. L'organització va enviar immediatament a un equip per ajudar en els esforços de rescat i rehabilitació, així com per compartir la seva experiència de socors amb les missions locals i internacionals. L'operació de rescat que va tenir lloc després de la tempesta de l'Huracà Katrina, va incloure el desplegament de bussos de recerca i rescat, metges, i infermeres, especialistes en traumatologia i treballadors de socors, que es van reunir per arribar a més de 3.000 persones amb subministraments d'emergència, tractament mèdic i operacions de rescat.
2012: A l'octubre la supertempesta Sandy va devastar una gran part de la Costa Est dels Estats Units. Amb forts vents, maror, pluja i neu en alguns estats, Sandy va ser la tempesta més forta que va tenir lloc a la costa est dels Estats Units en més de 80 anys. El primer equip va arribar a la zona del desastre a principis de novembre i es va desplegar directament a les zones de Breezy Point i Far Rockaway. L'equip es va coordinar amb les organitzacions governamentals i humanitàries nacionals, i va romandre a la zona durant gairebé 3 mesos, va realitzar diverses activitats de socors, va netejar el fang, la runa i altres materials i va fer algunes reparacions en habitatges afectats. L'equip va ajudar a retirar els articles personals afectats per la inundació, els electrodomèstics, les instal·lacions i els elements de la casa que van quedar submergits o danyats per la inundació. Un dels principals objectius de l'organització era centrar-se en les persones que no tenen assegurança de vida i que tenen un nivell d'ingressos mitjà o baix. Per obtenir l'ajut, es va donar prioritat a les famílies amb un baix nivell d'ingressos i un primer habitatge.
2013: Al maig, IsraAid va enviar 3 equips de treballadors de socors a Oklahoma per ajudar les autoritats locals amb la remoció de runes i la rehabilitació inicial després d'una sèrie de devastadors tornados. Això va incloure la primera neteja de runa com ara arbres, automòbils, restes d'edificis, etcètera. L'organització va treballar amb diverses persones per salvar la major quantitat possible de béns personals d'entre la runa de casa seva. Els beneficiaris del projecte eren majoritàriament habitants de l'àrea metropolitana d'Oklahoma, les cases van ser danyades o destruïdes pels tornados, i que no tenien una assegurança de vida que cobrís les despeses de neteja de la runa i la rehabilitació dels seus habitatges. L'organització va supervisar i facilitar que altres grups de voluntaris s'unissin als esforços de socors.
2014: L'organització va enviar un equip de recerca i rescat a l'Estat de Washington per ajudar en l'esforç de recuperació després del major incendi forestal a la història de l'estat que va consumir unes 400 milles quadrades i aproximadament 300 habitatges.

#### Haití
2010: En resposta al terratrèmol a Haití, l'organització va enviar un equip de recerca i rescat de 15 persones, que inclou personal mèdic d'emergència. Un equip va instal·lar sales de tractament per atendre els ferits a l'hospital principal de Port-au-Prince, així com fora de la ciutat, en una clínica improvisada, en un estadi de futbol. IsraAid va ajudar a coordinar la logística de l'ajuda humanitària. Al febrer, l'organització va obrir un centre d'educació infantil al camp de refugiats de Pétion-Ville, el major camp de refugiats de la zona de Port-au-Prince, juntament amb l'organització israeliana Tevel B'Tzedek i amb altres organitzacions, com l'ONG Operació Benedicció Internacional. El centre es va establir inicialment en un hospital de campanya de les FDI.

#### Perú
2007: L'organització va enviar a sis doctors i infermeres al Perú, per ajudar en els esforços de rescat i oferir assistència sanitària després d'un gran terratrèmol.

### Àsia

#### Filipines
2009: IsraAid va enviar sis metges, infermeres i personal sanitari voluntaris a les Filipines per ajudar a l'ONG Operació Benedicció Internacional després de dos tifons devastadors.

#### Myanmar
2008: Els equips d'ajuda humanitària israelià, van viatjar fins a Myanmar per ajudar amb la recuperació del país després d'un gran cicló. Segons explica el diari Jerusalem Post:
L'organització ha enviat la seva ajuda als països estrangers que la necessitaven, ha enviat a Myanmar a un equip de recerca i rescat altament entrenat, i un equip mèdic de deu membres entre doctors i infermeres. Els equips van portar amb ells subministraments vitals, menjar i filtres d'aigua.

#### Sri Lanka
2004: L'organització va enviar a 150 metges, personal i equips de recerca i rescat per ajudar les víctimes del tsunami a Sri Lanka, però ja que el país asiàtic va declinar l'oferta, IsraAid va enviar a un petit nombre de personal de les FDI, juntament amb una aeronau carregada amb 82 tones de subministraments, mantes, menjar, aigua, i nou tones de medicines. L'esforç humanitari va ser coordinat per l'organització.
2005: L'organització va oferir ajuda humanitària a Sri Lanka; un equip de 14 metges i personal logístic va ser enviat a Sri Lanka per ajudar els afectats pel tsunami.

### Europa

#### Geòrgia
2008: La lògia maçònica B'nai B'rith, va ser un dels membres fundadors de l'organització IsraAid, en 2008 va oferir milers de racions de menjar a 35.000 refugiats de guerra georgians.

#### Itàlia
2016: L'agost de 2016 l'organització va enviar a un equip de 20 experts en missions de recerca i rescat, lliurament d'ajuda humanitària i atenció post-traumàtica al lloc del terratrèmol que va tenir lloc a l'agost de 2016 al centre d'Itàlia, convertint-se en l'única organització d'ajuda estrangera sobre el terreny.